# Nationaal park Ukkusiksalik
Het Nationaal park Ukkusiksalik (Engels: Ukkusiksalik National Park) is een nationaal park in Canada. Het ligt in het oosten van Nunavut tegen de Hudsonbaai. Hoewel het park het op vijf na grootste van Canada is, is het het kleinste van Nunavut.

## Fauna
In het park leven onder meer ijsberen, grizzlyberen, poolwolven, zeehonden, kariboes en slechtvalken.